# Karl Ivar Refseth

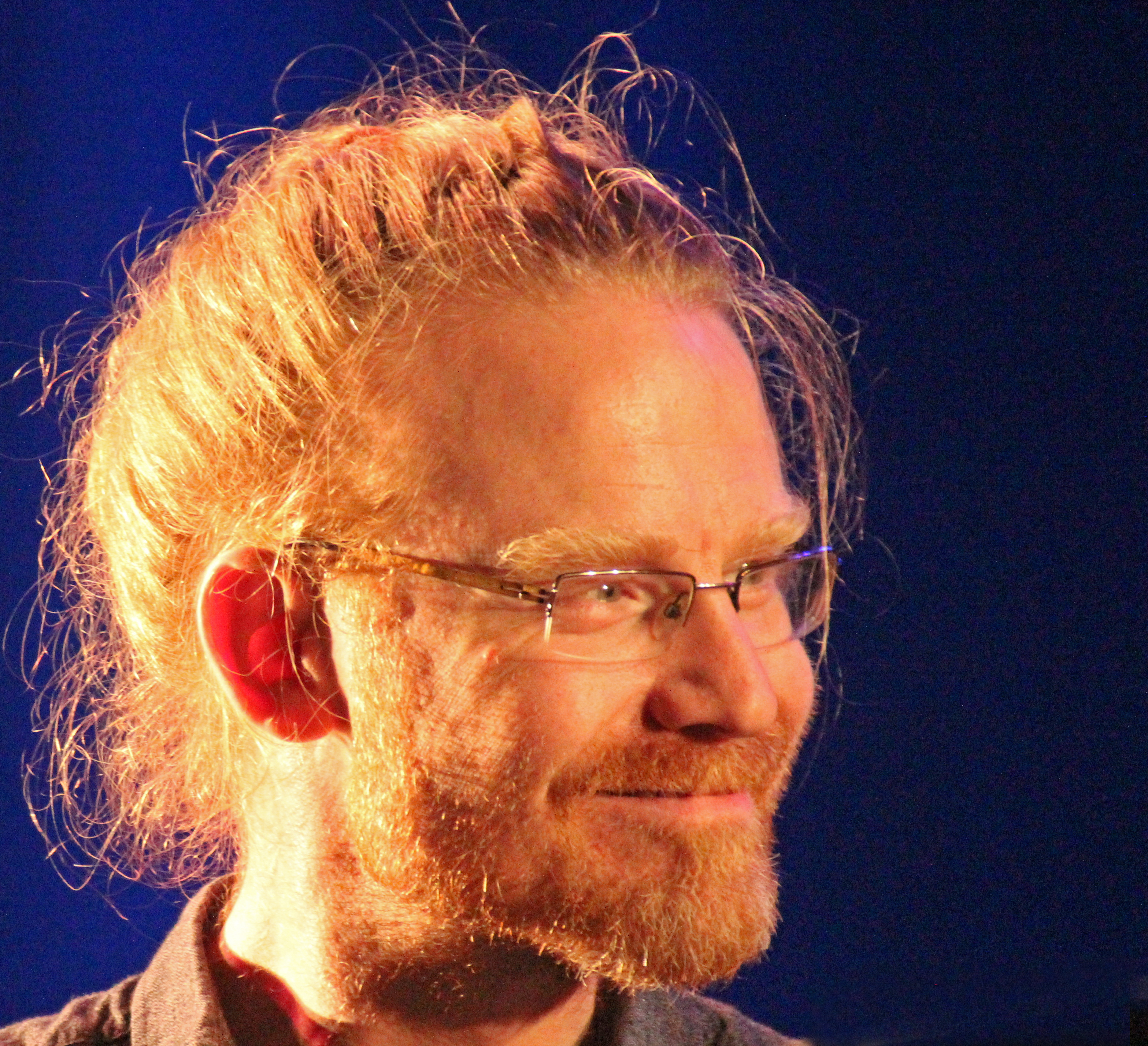
Karl Ivar Refseth 2017 bei Jazz im Palmengarten in Frankfurt

Karl Ivar Refseth (* 30. Dezember 1977 bei Lillehammer) ist ein norwegischer Jazzmusiker (Vibraphon und Komposition).

## Leben und Wirken
Refseth spielte als Jugendlicher in einer lokalen Blaskapelle und entdeckte den Jazz. Nach Ableistung des Wehrdienstes im Musikkorps der Marine studierte er ab 1998 in Oslo klassisches Schlagwerk; in dieser Zeit war er in Sinfonieorchestern und an der Oper tätig. Nach dem Examen 2005 konzentrierte er sich auf improvisierte Musik und zog nach Berlin, wo er bis 2009 bei David Friedman weiterstudierte und sich aufs Vibraphon konzentrierte. 
Zunächst leitete er sein Quartett, zu dem Ignaz Dinné gehörte. Daniel Glatzel holte ihn ins Andromeda Mega Express Orchestra. Er bildete parallel das Trio Hägar, mit dem er in Skandinavien und Deutschland tourte; zudem spielte er im Quintett Transit Room und im Tied and Tickled Trio (La Place Demon). Seit 2010 gehört er der Live-Besetzung von The Notwist an. Danach komponierte und spielte er mit Console für das Hörspiel „Gott“ von Andreas Ammer. Mit seinem eigenen, seit 2009 bestehenden Trio legte er seit 2015 zwei Alben vor; auch gibt er Solokonzerte. Weiterhin spielte er mit dem Alien Ensemble.

## Diskographische Hinweise

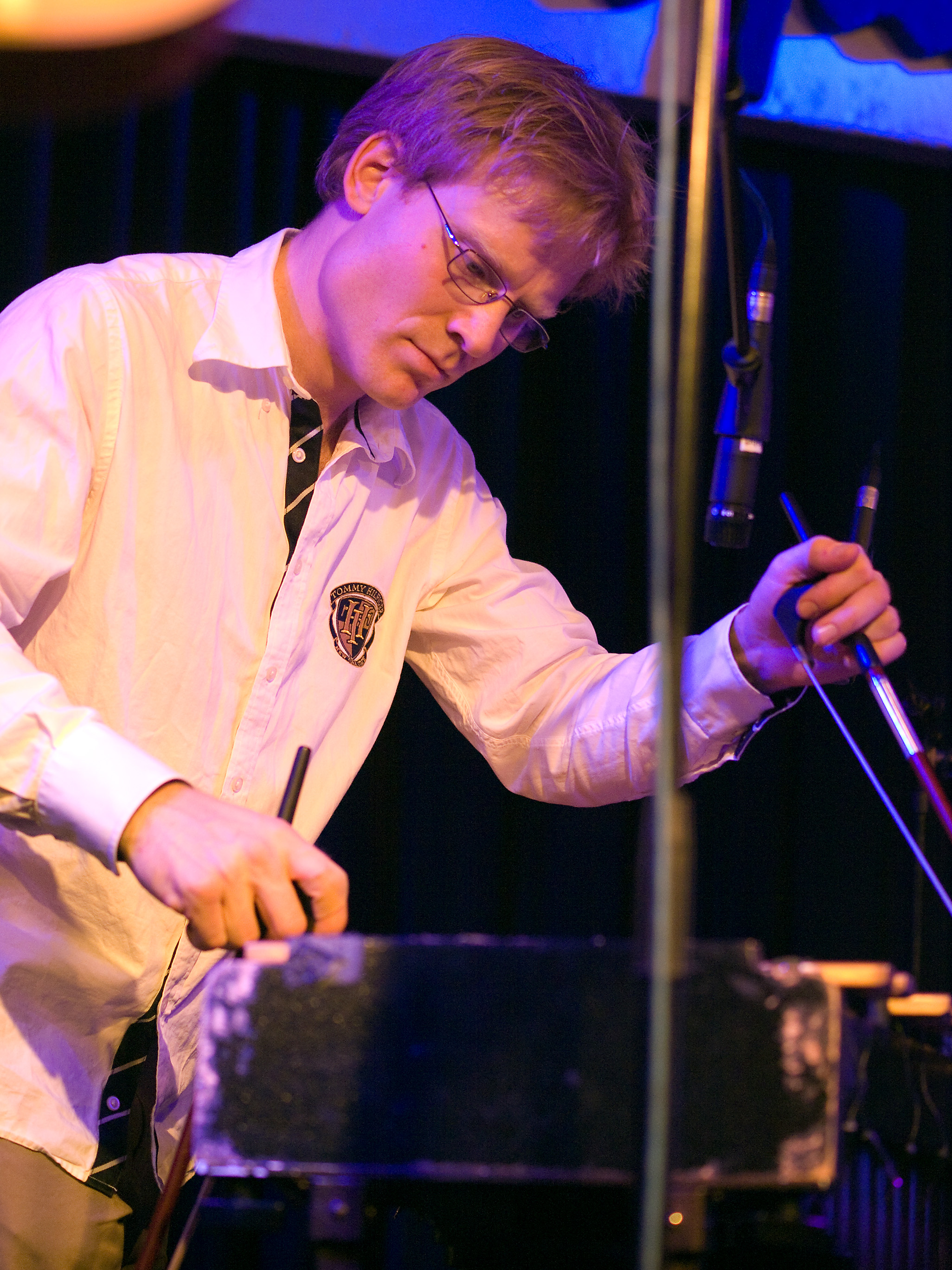
Karl Ivar Refseth im Jazzclub Unterfahrt (2010)

- Hägar (2008, mit Andreas Waelti, Andi Haberl)
- Transit Room Peer Gynt (Double Moon Records 2010, mit Pierre Borel, Daniel Glatzel, Samuel Halscheidt, Andreas Waelti, Tobias Backhaus)
- Praying (Traumton Records 2015, mit Christian Weidner und Matthias Pichler)
- Devotion (Traumton 2022, mit Christian Weiner und Matthias Pichler)[2]
- Unfolding (Traumton 2023, solo)[3]